# Elfi Marten-Brockmann

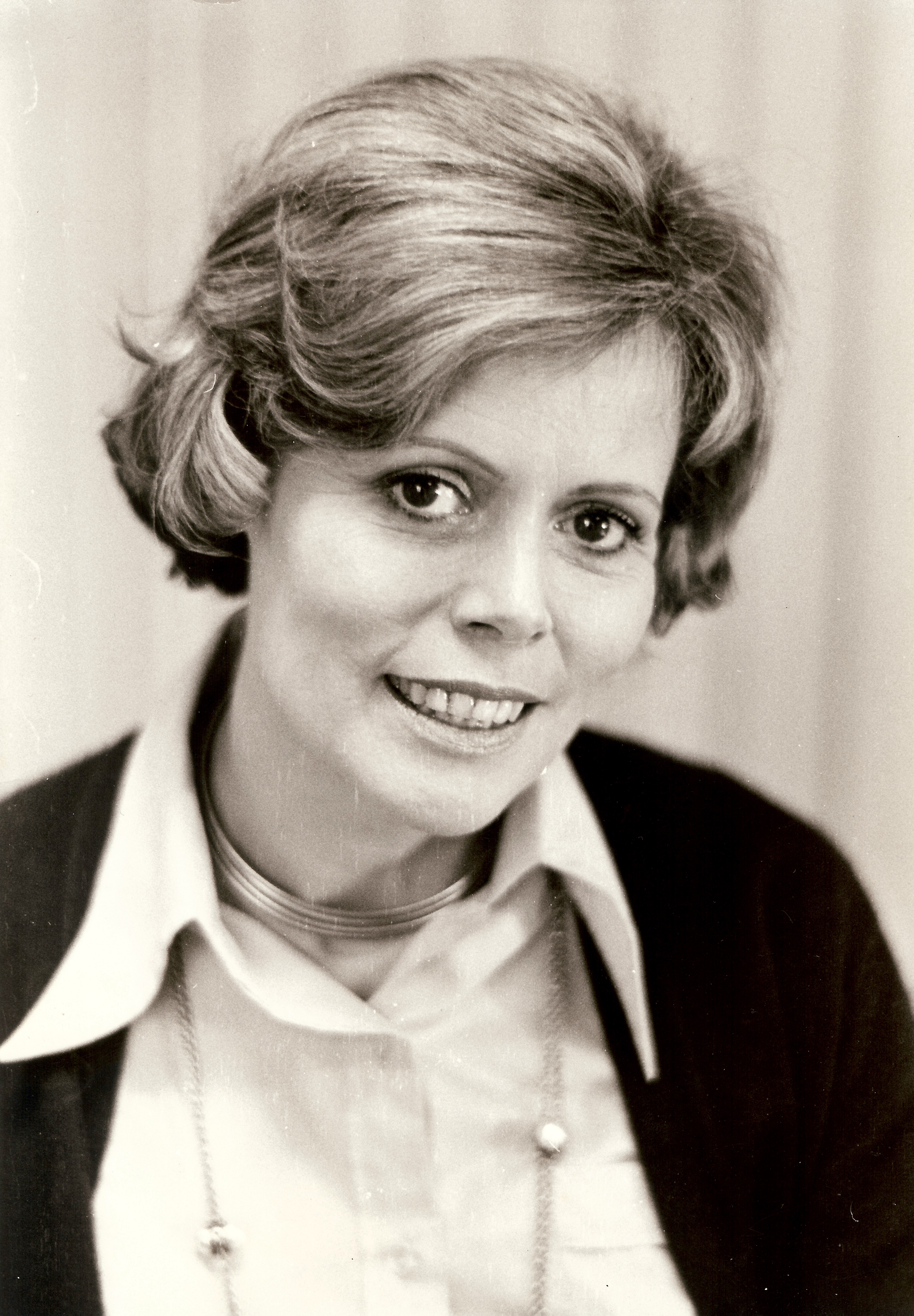
Elfi Marten-Brockmann (1975)

Elfi Marten-Brockmann (geborene Marten) ist eine ehemalige deutsche Journalistin und Fernsehmoderatorin in der ARD.

## Beruf
Elfi Marten-Brockmann war ab 1981 Sprecherin der Nachrichtensendung Tagesschau in der ARD. Sie war nach Dagmar Berghoff, die die Sendung von 1975 bis 1999 präsentiert hatte, die zweite weibliche Sprecherin der Tagesschau. Im Jahr 1984 beendete sie ihre Moderation bzw. ihre Off-Sprechertätigkeit; ihre Nachfolgerin wurde 1985 Daniela Witte. Elfi Marten-Brockmann war nur selten in der Hauptausgabe der Tagesschau um 20 Uhr zu sehen, aber dort regelmäßig als Off-Sprecherin eingesetzt.
Bis in die späten 1980er-Jahre arbeitete Marten-Brockmann auch als Nachrichtensprecherin und Programmansagerin beim NDR-Hörfunk (primär NDR 2 und NDR 3) und war dort oft auch als Rezitatorin in der täglichen NDR-Kultur-Sendung Lyrik zu hören.
Elfi Marten-Brockmann hat zwei Söhne, den Werbekaufmann und Buchautor Thomas Brockmann (* 1957) und den Filmproduzenten Stephan Brockmann (* 1967).